# 纳雍耳蕨
纳雍耳蕨（学名：Polystichum nayongense）为鳞毛蕨科耳蕨属下的一个种。

## 扩展阅读
- 維基物種上的相關：纳雍耳蕨